# Avenul din Piatra Cetii
Avenul din Piatra Cetii este un aven de dimensiuni medii din Munții Trascău,  Apuseni.

## Localizare
Avenul din Piatra Cetii se află pe teritoriul satului Cetea, comuna Galda de Jos, județul Alba, în partea central-estică a Munților Trascăului, în bazinul hidrografic al Pârâului Galda la  46°15′51″N 23°29′11″E / 46.26417°N 23.48639°E

## Acces
Se poate ajunge pe drumul județean Alba Iulia - Galda de Jos 107 K, apoi pe drumul forestier până în satul Cetea.  De aici, pe jos o ora de mers pe o potecă nemarcată, aproape de vârful despădurit al Pietrei Cetii. Consultați localnicii. 

## Istoric
Cunoscut de localnici din cele mai vechi timpuri, Avenul din Piatra Cetii a stârnit curiozitate și a născut legende. A fost explorat pentru prima dată în 1982 de o echipă a Alpin Speo Club Polaris Blaj condusă de Teodor Ludușan. El explorează și cartează avenul până la -48 m pe o lungime de 68 m. 
Anii urmatori, o echipă de la Speotelex Cluj Napoca descoperă pe o strâmtoare dintre bolovanii de pe podea, continuarea Avenului din Piatra Cetii. Pe o galerie verticală și îngustă reușesc să atingă cota de -86 m. Lungimea totală a galeriilor este de 120 m.

## Descriere

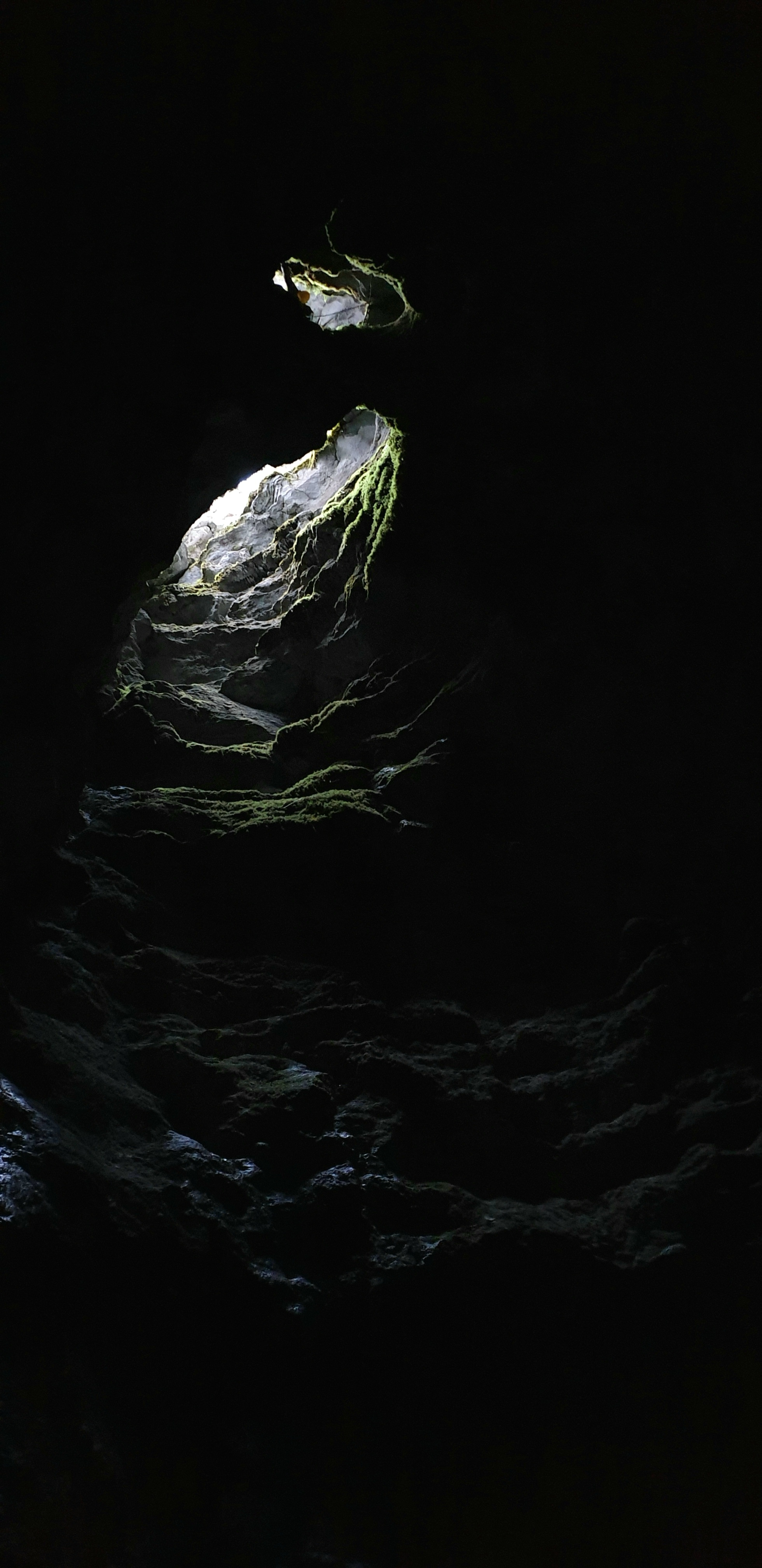
Vederea din interior a intrării, despărțită in două de către arcada de calcar.

Avenul din Piatra Cetii s-a dezvoltat prin dizolvare pe fracturi majore a calcarului de către apa de precolație. La intrare se prezintă ca o dolină spartă, dupa care un puț larg, întrerupt de o treaptă la -30m, ajunge la -48m. Intrarea este împarțită în două de o arcada de calcar rămasă într-un echilibru precar. 
De la -48 m după stramtoarea dintre bolovanii podelei se coboarâ un sir de puțuri strâmte pana la -86 m unde o galerie scurtă și ușor descendentă se închide într-o fisură impenetrabilă. Un izvor temporar curge pe ultimii metri unde apar și câteva speleoteme firave: stalactite, scurgeri parietale, mici gururi și scurgeri de montmilch.

## Legende
Mai multe legende au fost culese încă înainte de explorare. În una se povestește pățania unui câine ciobanesc care a alunecat în aven. Stăpânul renunță la el dar după câteva zile, câinele este găsit de câțiva copii în apa unui izvor carstic de pe Valea Gălzii la 6 km distanță, mai mult mort decât viu. 
O altă legendă povestește că în vremuri vechi, un aventurier de la oraș s-a lăsat coborât cu funii de un grup de tineri în fundul avenului. Înțelegerea era ca atunci când va scutura de funie să fie tras afară. După o lungă așteptare în care funia rămâne nemișcată, flăcăii o trag sus. De aici povestea are două variate. În prima, la capătul funiei au găsit un om albit, cu ochii rătăciți și groaza întipărită pe față. Cât a mai trăit acesta, cu mintea rătăcită nu a mai scos o vorbă. A doua variantă spune că la capătul funiei a ajuns sus numai pălăria curajosului aventurier. Explicația la amândouă variante e aceeași: în aven își au sălaș solomonarii cu balaurii lor călători prin nori și aducători de ploi.

## Faună
În Avenul din Piatra Cetii nu au fost făcute încă cercetări biospeologice dar au fost identificate exemplare de Myotis myotis, Triphosa dubitata și Limonia nubeculoasa.

## Condiții de vizitare
Avenul Piatra Cetii este greu de parcurs. O pot face echipe bine antrenate, echipate cu tehnică de escaladă și surse multiple de iluminat.